# Podivné dědictví
Podivné dědictví (v italském originále …E poi lo chiamarono il magnifico) je italsko-francouzsko-jugoslávský komediální spaghetti western z roku 1972 režiséra Enza Barboniho s Terencem Hillem v hlavní roli.

## Děj
Hlavní hrdina sir Thomas Fitzpatrick Phillip Moore (Tom), baron z Essexu a anglický peer, mladý muž vyrůstající v anglické vyšší společnosti, přijíždí v roce 1880 na americký Západ, aby se ujal dědictví po svém otci, anglickém šlechtici v emigraci, který byl na divokém západě známý jako Angličan.
Během jeho příjezdu se znovu scházejí otcovi tři společníci: Bull se první dozvídá zprávu o smrti Angličana a vyhledá podivínského kazatele Holy Joea, s kterým společně vysvobodí posledního člena Opičáka z vězení v Yumě. Během cesty ke svému srubu přepadnou dostavník a okradou i samotného Toma Moora. Tom se s nimi později setká u srubu na náhorní rovině, ale nepozná je. Představí se jim a popíše, že cesta vlakem byla rychlá a při cestě dostavníkem i vzrušující, protože je přepadli tři ničemové, mdlého rozumu. Poví jim, že je sice okradli, ale většinu uschovaných peněz nenašli. Dále jim předá dopis od svého otce, zesnulého Angličana. Angličan své společníky v dopise žádá, aby jeho syna převychovali a udělali z něho drsného muže a pistolníka. Když se Tom zabydlí, společně se všichni vydají do města na nákupy. Jedou na koních jen Tom jede na kole, což je na divokém západě neobvyklé a pro okolí směšné. V obchodě se zbožím se Tom seznámí s Candidou, dcerou farmáře Franka Ostena, která od obchodníka požadovala knihy Gordona Byrona. Tom se na první pohled do ní zamiluje a domluví si společné setkání. O jejich setkání se dozví neurvalý nápadník Candidy, kterým je Ostenův honák Morton a při obědě v salonu Toma vyzve k souboji, který se změní ve rvačku všech hostů. Bull, jeden z otcových společníků vyzve Mortna, aby se nepral s mladým zelenáčem, aby to zkusil přímo s ním. V následující rvačce Bull Mortona přemůže, přičemž hosté v hromadné bitce zničí celý interiér salonu. Na druhý den Osten se za honáka Mortona omluví a požádá Toma Moora, aby mu prodal své pozemky se srubem, ten to však odmítne. Bull se ujme výchovy Toma a na začátek mu daruje ukradeného bělouše, na němž Tom ukáže své jezdecké schopnosti, ale se střelnými zbraněmi nechce mít nic společného a trvale je odmítá. Když dojde k setkání s Candidou, oba si vyznávají lásku, přičemž je na schůzce nachytá Morton a Toma napadne. V následujících dnech ho vyzve k odjezdu dostavníkem. Svojí změkčilostí a odmítáním střelné zbraně ztratí úctu Candidina otce a ten se rozhodne Candidu dát drsnému honákovi Mortonovi. Candida to sdělí Tomovi, což je impulzem k tomu, že Tom se rozhodne splnit otcovo přání a s pomocí otvcových společníků se změní v drsného chlapa a pistolníka, aby Mortona porazil a získal dívku svého srdce. 
Po měsíci se Morton dozví, že Tom bude odjíždět dostavníkem a že se má příjít podívat, aby Tomův odjezd nezmeškal. Na stanici dostavníku, ale Tom vyzve Mortona, aby odjel dostavníkem on, což Mortona rozzuří a dojde mezi nimi k přestřelce. Tom střílí jako již zkušený pistolník a pak Mortona přemůže i v osobním souboji, čímž si získá Ostnův souhlas se sňatkem s Candidou, jeho dcerou. Zbitého Mortona odvedou otcovi společníci do dostavníku, přičemž Tom zjistí, že Morton je zločinec, na něhož byla vypsaná odměna. Na dotaz proč mu to jeho společníci nesdělili, mu odpověděli že chtěli zjistit, zda je už opravdový chlap, jak si přál jeho otec. Po odjezdu dostavníku se s Tomem otcovi společníci rozloučí. Chtějí žít stále v divočině a do města dorazila železnice a s ní i pokrok. Po rozloučení vyrazí na západ, protože je nekonečný. Po dlouhé cestě nakonec zjistí, že i západ má svůj konec v podobě pobřeží Tichého oceánu a tak se rozhodnou vrátit.

## Zajímavosti
Film obsahuje několik gagů, jako je například neustálé pronásledování tří společníků dvěma lovci banditů. Během každého setkání chtějí společníky zadržet, ale vždy to dopadne tak, že Bull jejich hlavami rozbije stůl, takže s každým dalším setkáním jejich hlavy jsou více obvázané obvazy. Dalším průběžným gagem je problém s kalendářem. Jelikož pro tři společníky je každý den sobotou, má Tom s koordinací schůzek s Candidou dost problémů. Bull má jorkšírského teriéra, kterého ukradl během přepadení dostavníku a kterého nosí stále za košilí. Když teriéra předá jiné osobě, musí si osoba poté umýt ruce, protože pes zapáchá. Příběh je podobný komiksu "Něžná noha" ze série Lucky Luke. Není jasné, zda existuje nějaká souvislost mezi filmem a komiksem. Na začátku 90. let však Terence Hill režíroval a hrál v televizní adaptaci Lucky Luka.

## Základní údaje
- režie: Enzo Barboni
- scénář: Enzo Barboni
- kamera: Aldo Giordani
- hudba: Guido a Maurizio De Angelis

## Hrají
| Terence Hill     | Sir Thomas Fitzpatrick Phillip Moore (český dabing Vladimír Brabec) |
| Gregory Walcott  | Bull Schmidt                                                        |
| Harry Carey, Jr. | Svatý Joe                                                           |
| Dominic Barto    | Opičák Smith                                                        |
| Enzo Fiermonte   | Frank Olson                                                         |
| Yanti Somer      | Candida Olsonová                                                    |
| Riccardo Pizzuti | Morton Clayton                                                      |